# ويسلان
ويسْلان (بالأمازيغية: ) هي مدينة مغربية صغيرة، تقع في المدخل الشرقي لعمالة مكناس بجهة فاس – مكناس، المغرب. بلغ عدد سكان الجماعة الحضرية سنة 2014 حسب إحصاء السكان 87.910 نسمة و19.562 أسرة.

## الموقع الجغرافي

### الموقع
تقع ويسلان شرق مدينة مكناس، على طريق مدينة فاس. ويفصل واد ويسلان مدينة ويسلان عن كل من البساتين وبليزونس.

### الأحياء
أحياء مدينة ويسلان:
- حي البستان ;
- حي الوحدة ;
- حي الأمل ;
- حي الازدهار ;
- حي النصر ;
- حي الرياض ;
- حي السلام ;
- حي السعادة ;
- حي ياسمينة.
- حي التنمية
- حي الضحى
- القطب الحضري الجديد رياض ويسلان (في طور البناء)

## التسمية
تعرف مدينة ويسلان ما بين عموم سكانها ب «لوزين» بسبب تواجدها قرب مصنع الإسمنت لافارج أو سابقا حي السوسي.

## التعليم

### المؤسسات

#### مدارس ابتدائية
- مدرسة 11 يناير (عمومي)
- مدرسة عبد الله كنون (عمومي)
- مدرسة عمرو بن العاص (عمومي)
- مدرسة شكيب أرسلان (عمومي)
- مدرسة اللبيب (خاص)
- مدرسة المهدي بن تومرت (عمومي)
- مدرسة معمل الإسمنت (عمومي)
- مدرسة لحسن الحيزوني (عمومي)
- مدرسة التنمية (عمومي)
- مدرسة عمر الخيام (عمومي)
- مجموعة المدارس ويسلان (خاص)
- مدرسة كروزيت (خاص)

#### الإعداديات
- إعدادية البيروني (عمومي)
- إعدادية الأمل (عمومي)
- إعدادية عثمان بن عفان (عمومي)
- إعدادية الياسمين (عمومي)
- إعدادية زينب النفزاوية (عمومي)
- إعدادية الملحقة ويسلان (عمومي)

#### الثانويات
- ثانوية محمد الخامس (عمومي)

ثانوية الكندي التأهيلية (عمومي)
- ثانوية وادي المخازن (عمومي)
- ثانوية الجديدة (عمومي)

## وسائل النقل
تربط سيارات الأجرة الكبيرة ساكنة ويسلان بوسط مدينة مكناس «حمرية».
أما حافلات شركة "سيتي باص" فتؤمن خطا مباشرا مع عدة من أحياء ويسلان ومدينة مكناس. الخط رقم 5 الذي يربط حي البستان بوسط المدينة «حمرية» ولهديم (المدينة القديمة)، وخط 10 الذي يربط حي الرياض، حي الأمل، فياش والوحدة بوسط المدينة "حمرية ولهديم (المدينة القديمة).